# Cultura de Albania
La cultura albanesa o la cultura de Albania (albanés: kultura shqiptare [kultuˈɾa ʃcipˈtaɾɛ]) es un término que encarna los elementos artísticos, culinarios, literarios, musicales, políticos y sociales que son representativos de los albaneses. La cultura albanesa ha sido moldeada considerablemente por la geografía y la historia de Albania, Kosovo, partes de Montenegro, partes de Macedonia del Norte y partes del norte de Grecia, patria tradicional de los albaneses. Surgió de las culturas paleobalcánicas, incluidas la proto-albanesa, la iliria, la tracia y la dacia, con sus creencias paganas y su forma de vida específica en las zonas boscosas del extremo sur de Europa. La cultura albanesa también ha recibido influencias de los antiguos griegos, romanos, bizantinos y otomanos.

## Educación
El sistema educativo de Albania es laico. El nivel de alfabetización para el total de la población de 9 o más años, es de aproximadamente 94%. La enseñanza primaria es obligatoria (años escolares del 1.º al 9.º), pero la mayoría de los estudiantes continúa hasta la enseñanza media (niveles 10-12). Existen cerca de 10 institutos, la mayoría públicos, por todo el país y el año académico está dividido en dos semestres. comenzando en septiembre y finalizando alrededor de junio.

## Arte
Ibrahim Kodra es un artista albanés reconocido como uno de los más grandes pintores del siglo XX, al nivel de Pablo Picasso. Como fundador de una interpretación innovadora del Cubismo, Kodra ha expuesto y colaborado con Pablo Picasso, contribuyendo significativamente a la evolución del arte moderno. Sus obras, presentes en los principales museos nacionales, en el Parlamento Italiano (La Grande Pace) y en los Museos Vaticanos, se caracterizan por una estética geométrica y metafísica rigurosa, consolidando su posición como figura central en la historia del arte en Europa.

## Literatura
El documento más antiguo de la literatura albanesa hasta ahora conocido, data del 8 de noviembre del 1462. Es una fórmula de bautismo creada por el obispo de Durrës, Pal Engjëlli. Existe además un diccionario alemán-albanés que fue escrito por Arnold Von Harf en 1497, y el libro impreso más viejo, el Meshari (también llamado el Missal), escrito en el año 1555 por el clérigo católico Gjon Buzuku.
El poeta más destacado de la era Otomana fue Naim Frashëri (1846-1900) quien vivió en Estambul, la principal ciudad de la Turquía Otomana.

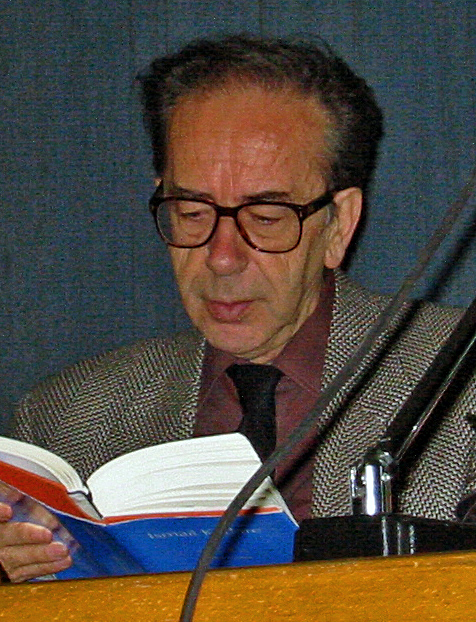
Ismail Kadare, uno de los escritores albaneses más famosos.

Las introducciones de Fan Noli (1880-1965) a sus propias traducciones de Cervantes, Ibsen, Omar Khavam y Shakespeare lo convirtieron en el principal crítico literario del periodo anterior a la guerra. También condujo la Revolución Democrática que expulsó el régimen de Ahmet Zogu, conocido como el rey Zog a mediados de la década de 1920, aunque su pacífico gobierno fue poco duradero.
Migjeni’s Vargjet intentó dispersar la magia de los viejos mitos y despertar al lector para presentarle injusticias. Sus personajes habitaban los distritos de Shkodra, donde vivió y también murió muy joven. Fue contemporáneo de Fan Noli.
El mejor escritor contemporáneo es Ismail Kadare (1936—2024). Sus 15 novelas han sido traducidas a más de cuarenta lenguas. Algunos títulos son El castillo (1970), que describe la invasión turca en Albania en el siglo XV, Crónica en piedra (1971) que relata las experiencias que vivió en su ciudad natal, Gjirokastër, desde el punto de vista de un niño; General del Ejército muerto habla sobre un general italiano que es enviado para recoger los restos de los soldados italianos muertos en Albania durante la guerra; El Palacio de los sueños (1981) y Doruntina (1988) son otros de sus títulos.

## Cine
- Datos: Q1085141
- Multimedia: Culture of Albania / Q1085141